# Английски валс
Английският валс е сред 5-те стандартни танца.
Нарича се още бавен валс, защото за разлика от виенския валс се танцува по-плавно и бавно в 3/4-такт. При английския валс в минута има около 30 такта, които са двойно повече при виенския валс.
Поради това, че английският валс е сравнително бавен, за него са характерни издигания и потъвания, липсващи при виенския валс.